# توماس هاوز
توماس هاوز (بالإنجليزية: Thomas Howes)‏ (و. 1986 – م) هو ممثل، وملحن، وممثل مسرحي، وممثل أفلام، وعازف بيانو من المملكة المتحدة.

## التعليم
تعلم في مدرسة جيلدهول.

## وصلات خارجية
- توماس هاوز على موقع IMDb (الإنجليزية)
- توماس هاوز على موقع ألو سيني (الفرنسية)
- توماس هاوز على موقع أول موفي (الإنجليزية)
- توماس هاوز على موقع قاعدة بيانات الفيلم (الإنجليزية)
- توماس هاوز على موقع كينوبويسك (الروسية)